# Levnadslopp
Levnadslopp betyder inom sociologin den sociala aktörens leverne under dess livstid, hos flera eller hos en enskild social aktör.
Bland annat Bourdieu har adresserat detta, som en biografisk illusion, där telos konstrueras löpande allt eftersom en aktör kommer att inordna händelser i sitt levnadslopp retroaktivt i ett meningsskapande schema. Bland annat Carl-Göran Heidegren har dryftat huruvida levnadsloppet alltsedan senmoderniteten blivit mer fragmentariskt, oförutsägbart och stressigare, och alltså inte längre lika skarpt följer det i moderniteten typiska schemat. Alltså födsel, skola, arbete, egendomsförvärv, död, på ett lika tydligt vis.